# Dionizy I
Dionizy I, port. Dinis, zwany Rolnikiem, Trubadurem albo Królem Chłopów (ur. 9 października 1261, zm. 7 stycznia 1325) – był szóstym królem Portugalii od 1279.

## Życiorys
Dinis był synem króla Portugalii, Alfonsa III i jego żony, Beatrycze Kastylijskiej. Choć jego ojciec starał się utrzymywać poprawne stosunki z klerem, to jednak gdy Dinis wstępował na tron, relacje z Kościołem były trudne. Dinis przysiągł wierność papieżowi, ale udzielił azylu templariuszom i ustanowił w ich miejsce Zakon Chrystusa w 1319 r., w założeniu będący kontynuacją Zakonu Świątyni.
Po rekonkwiście Dinis nie miał sąsiadów, z którymi mógłby walczyć, i cała jego polityka koncentrowała się na sprawach wewnętrznych. Krótka wojna z Kastylią zakończyła się paktem granicznym (1297) w Alcanizes, który trwa do dziś.
Polityka Dinisa w kraju ukierunkowana była na centralizację władzy i uzyskanie autonomii od papiestwa, oraz na kompromis między Kościołem a koroną portugalską, czego wyrazem było podpisanie w 1289 r. konkordatu z Rzymem. W Portugalii zakładał miasta, budował zamki, kopalnie metali, wiele podróżował po kraju. W 1308 r. podpisał pierwszy międzynarodowy układ handlowy (z Anglią). W 1293 r. stworzył Bolsa dos Mercadores – instytucję do wspierania portugalskiego handlu zagranicznego, umocnił handel z Anglią, Francją i Flandrią – eksport produktów rolnych, soli, ryb; import tkanin i minerałów. Zarządził budowę stoczni i zorganizował marynarkę wojenną, której powierzył ochronę wybrzeża przed piratami (w 1307 r. mianował pierwszego admirała floty portugalskiej – Nuno Fernandesa Cogominho).
Przydomek "Rolnik" wziął się ze szczególnej troski króla o najniższe klasy społeczne. Szczególną zasługą króla było sadzenie lasów na brzegu Atlantyku, aby blokowały wdzieranie się wydm na tereny uprawne; wiele zasadzonych wówczas lasów trwa do dziś. Zapewnił także w ten sposób budulec dla przyszłych statków portugalskich. Kazał również osuszać bagna, zagospodarowywać nieużytki. Ułatwił redystrybucję i zagospodarowywanie ziem, zakładał wsie i osady oraz kooperatywy rolne na północy kraju. W 1311 r. zakazał karczowania winnic. Zaludniał tereny nadgraniczne z Kastylią, nadając wielu miejscowościom przywileje typu miejskiego (cartas de foral) i budując sieć 50 fortec. Rekolonizował dawne tereny rzymskie, upowszechnił targi (feiras francas), które odbywały się dwa razy w tygodniu u stóp kościołów, a transakcje na nich zawierane były zwolnione z podatków.
Jako uzupełnienie pochodzących z XII w. inquiricoes gerais (kontrola przez kancelarię królewską dotycząca prawnego stanu posiadania ziem przez szlachtę i arystokrację) wydał przepisy zakazujące osobom duchownym i instytucjom kościelnym zakupu tzw. bens de raiz (port. dóbr rodowych; nieruchomości na terenach miejskich lub wiejskich), co miało ograniczyć liczbę dóbr kościelnych i wzmocnić władzę królewską.
Zainteresowania Dinisa to również nauki humanistyczne. Sam napisał kilka książek, wspierał naukowców, założył w 1290 r. Uniwersytet w Lizbonie, w 1308 r. przeniesiony do Coimbry. Upowszechnił użycie języka portugalskiego w oficjalnych dokumentach państwowych, wprowadził użycie papieru.

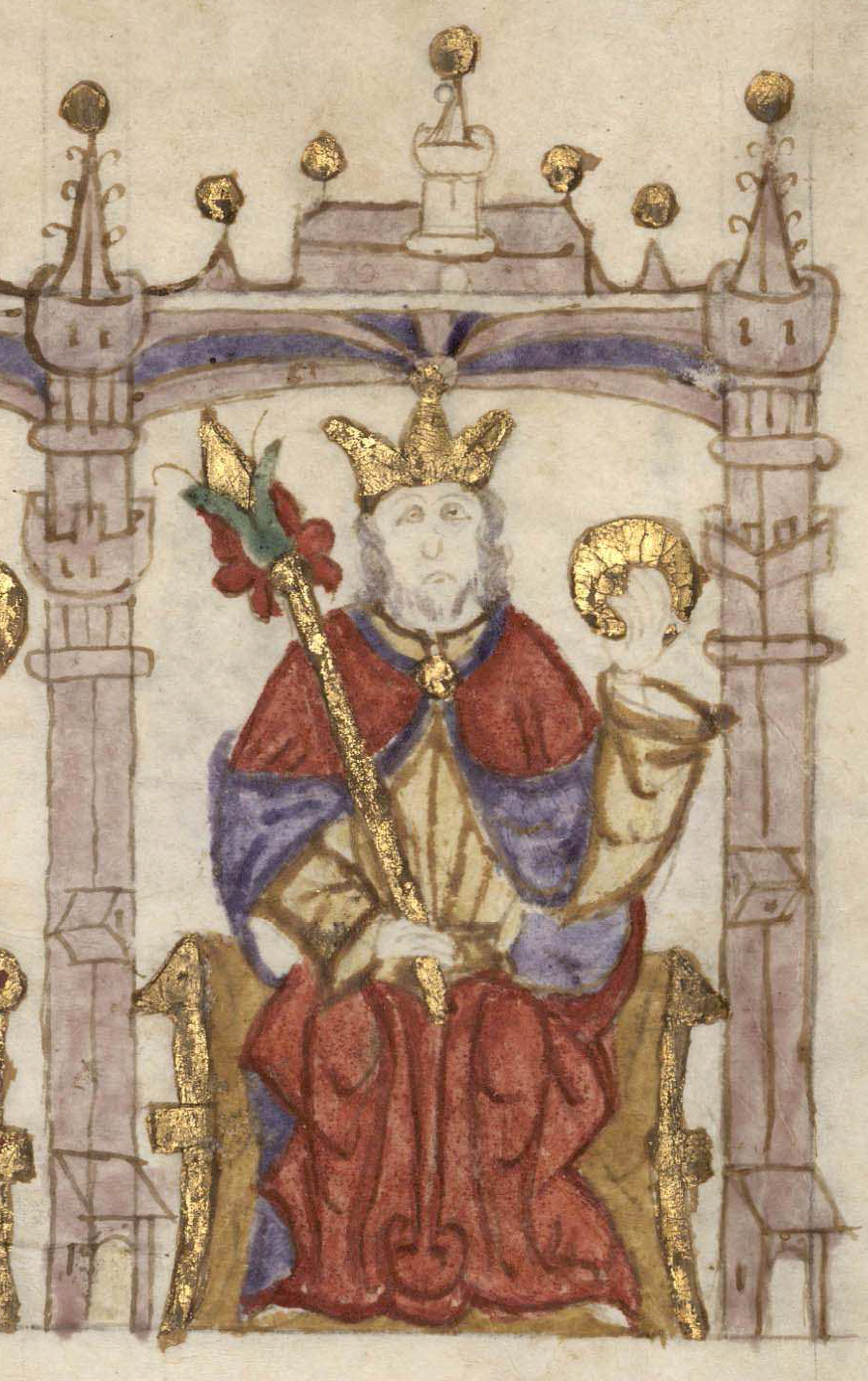
Dionizy I Rolnik

Mimo pokojowego panowania, jego śmierć (1325) przyniosła walkę pomiędzy jego dwoma synami: Alfonsem, dziedzicem korony i nieślubnym Alfonsem Sanchesem (1289–1329), lordem Albuquerque. Konflikt zakończył się dzięki mediacji królowej-wdowy – Izabeli Aragońskiej, a z walki zwycięsko wyszedł dziedzic korony, który rządził jako Alfons IV.

## Przodkowie
|  |                                            |  |  |  |  |  |  |  |  |  |  |  |  |
|  | Sancho I król Portugalii                   |  |  |  |  |  |  |  |  |  |  |  |  |
|  |                                            |  |  |  |  |  |  |  |  |  |  |  |  |
|  |                                            |  |  |  |  |  |  |  |  |  |  |  |  |
|  | Alfons II Gruby król Portugalii            |  |  |  |  |  |  |  |  |  |  |  |  |
|  |                                            |  |  |  |  |  |  |  |  |  |  |  |  |
|  |                                            |  |  |  |  |  |  |  |  |  |  |  |  |
|  | Dulce Berenguer                            |  |  |  |  |  |  |  |  |  |  |  |  |
|  |                                            |  |  |  |  |  |  |  |  |  |  |  |  |
|  |                                            |  |  |  |  |  |  |  |  |  |  |  |  |
|  | Alfons III król Portugalii                 |  |  |  |  |  |  |  |  |  |  |  |  |
|  |                                            |  |  |  |  |  |  |  |  |  |  |  |  |
|  |                                            |  |  |  |  |  |  |  |  |  |  |  |  |
|  | Alfons VIII Szlachetny król Kastylii       |  |  |  |  |  |  |  |  |  |  |  |  |
|  |                                            |  |  |  |  |  |  |  |  |  |  |  |  |
|  |                                            |  |  |  |  |  |  |  |  |  |  |  |  |
|  | Urraka Kastylijska                         |  |  |  |  |  |  |  |  |  |  |  |  |
|  |                                            |  |  |  |  |  |  |  |  |  |  |  |  |
|  |                                            |  |  |  |  |  |  |  |  |  |  |  |  |
|  | Eleonora kastylijska                       |  |  |  |  |  |  |  |  |  |  |  |  |
|  |                                            |  |  |  |  |  |  |  |  |  |  |  |  |
|  |                                            |  |  |  |  |  |  |  |  |  |  |  |  |
|  | Dionizy I                                  |  |  |  |  |  |  |  |  |  |  |  |  |
|  |                                            |  |  |  |  |  |  |  |  |  |  |  |  |
|  |                                            |  |  |  |  |  |  |  |  |  |  |  |  |
|  | Ferdynand III Święty król Kastylii i Leónu |  |  |  |  |  |  |  |  |  |  |  |  |
|  |                                            |  |  |  |  |  |  |  |  |  |  |  |  |
|  |                                            |  |  |  |  |  |  |  |  |  |  |  |  |
|  | Alfons X Mądry król Kastylii i Leónu       |  |  |  |  |  |  |  |  |  |  |  |  |
|  |                                            |  |  |  |  |  |  |  |  |  |  |  |  |
|  |                                            |  |  |  |  |  |  |  |  |  |  |  |  |
|  | Elżbieta Hohenstauf                        |  |  |  |  |  |  |  |  |  |  |  |  |
|  |                                            |  |  |  |  |  |  |  |  |  |  |  |  |
|  |                                            |  |  |  |  |  |  |  |  |  |  |  |  |
|  | Beatrycze Kastylijska                      |  |  |  |  |  |  |  |  |  |  |  |  |
|  |                                            |  |  |  |  |  |  |  |  |  |  |  |  |
|  |                                            |  |  |  |  |  |  |  |  |  |  |  |  |
|  | -                                          |  |  |  |  |  |  |  |  |  |  |  |  |
|  |                                            |  |  |  |  |  |  |  |  |  |  |  |  |
|  |                                            |  |  |  |  |  |  |  |  |  |  |  |  |
|  | Maria de Guzman                            |  |  |  |  |  |  |  |  |  |  |  |  |
|  |                                            |  |  |  |  |  |  |  |  |  |  |  |  |
|  |                                            |  |  |  |  |  |  |  |  |  |  |  |  |
|  | -                                          |  |  |  |  |  |  |  |  |  |  |  |  |
|  |                                            |  |  |  |  |  |  |  |  |  |  |  |  |
|  |                                            |  |  |  |  |  |  |  |  |  |  |  |  |

## Życie prywatne
Z Izabelą Aragońską, Dionizy miał dwoje ślubnych dzieci:
- córka Konstancja, poślubiła Ferdynanda IV Kastylijskiego,
- syn Alfons, został królem Portugalii jako Alfons IV Dzielny[5].

Z kochanką Marią Pires, miał syna Jana Alfonsa (ok. 1280–1325), pana Lousã.
Z Marinhą Gomes (ok. 1260–?), miał dwie córki:
- Marię Alfonsę (ok. 1290–po 1340),
- Marię Alfonse (?–1320), zakonnicę w Odivelas.

Z Grácią Froes (ok. 1265–?), miał syna Piotra Alfonsa (1287–1354), hrabiego Barcelos.
Z Aldonçą Rodrigues Talha (ok. 1260–?) syna – rywala Alfonsa IV – Alfonsa Sanchesa (1289–1329), lorda Albuquerque.
Z innymi nieznanymi kobietami miał:
- Ferdynanda Sanchesa (ok. 1280–1329),
- Piotra Alfonsa (ok. 1280–?).